# روبرت سميث (لاعب كرة قدم بريطاني)
روبرت سميث (بالإنجليزية: Robert Smith)‏ هو مدرب كرة قدم ولاعب كرة قدم بريطاني، (و. 1912  م). لعب مع بولتون واندررز.